# Dodonaea amblyophylla
Dodonaea amblyophylla Diels  är en kinesträdsväxt.
Dodonaea amblyophylla ingår i släktet Dodonaea och familjen kinesträdsväxter.  Inga underarter finns listade i Catalogue of Life.

## Habitat

Western Australia